# Aegomorphus francottei
Aegomorphus francottei là một loài bọ cánh cứng trong họ Cerambycidae.